# The Sandbox (Theaterstück)
The Sandbox (deutscher Titel: Der Sandkasten, 1966) ist ein 1959 verfasster Einakter des amerikanischen Dramatikers Edward Albee, der ursprünglich für das Festival Zweier Welten in Spoleto (Italien) geschrieben und dort erstmals im Juni 1959 aufgeführt wurde. Die amerikanische Uraufführung fand am 16. Mai 1960 in der New Yorker Jazz Gallery unter der Regie von Lawrence Arrick statt. Im deutschsprachigen Raum wurde Der Sandkasten im Mai 1966 im Münchener Büchner-Theater unter der Regie von Alfred Gulden uraufgeführt; eine Fassung in der Übertragung von Pinkas Braun wurde erstmals am 20. Dezember 1966 im Stadttheater Bremerhaven aufgeführt.
Das kurze etwa 15-minütige Dramolett, das Albee selber als ein „kurzes Stück“ bezeichnete und dem Andenken seiner Großmutter mütterlicherseits widmete, wurde als Vorspiel zu dem geplanten Einakter The American Dream (dt. Der amerikanische Traum) entworfen. In The Sandbox stirbt Grandma den eigentlichen Bühnentod am Ende des Stückes, nachdem sie zuvor Mommy und Daddy gegenüber ihren Tod nur vorgetäuscht hat. Der namenlose Junge Mann, dem sie in dem Spiel begegnet, erweist sich schließlich als Todesengel, der gekommen ist, um sie zu holen.

## Inhalt und Handlung
Die Szenenanweisung sieht für die Aufführung dieses Einakters eine weitgehend leere Bühne vor, auf der sich nur ein Minimum an Requisiten befindet: zwei einfache Stühle, ein großer Kinder-Sandkasten mit einem sauber aufgeschütteten Sandhaufen („slightly elevated and raked“), einem Spielzeugeimer und einer Schaufel. Der den Hintergrund bildende Himmel wechselt im Verlauf des Stückes vom hellsten Tag zur tiefsten Nacht („from brightest day to deepest night“).
Zu Beginn des Stückes ist der junge Mann allein auf der Bühne. Er sieht gut aus („good-looking“) und ist „gut gewachsen“ („well-built“). Nur mit einer Badehose bekleidet macht er bis zum Schluss kontinuierliche Freiübungen („does calisthenics“), wobei er nur die Arme bewegt. Der Regieanweisung zufolge sollen seine Armbewegungen ein Flügelschlagen andeuten („should suggest the beating and flattering of wings“).
Mit dem Auftritt von Mammi und Pappi beginnt der Dialog: „So, hier sind wir. Das ist der Strand“ („Well, here we are: this is the beach“). Mommy ist eine „55-jährige, gut gekleidete imposante Frau“ („55, a well-dressed imposing woman“), während Daddy in den Anmerkungen Albees als „60-jähriger, kleiner, grauer, dünner Mann“ („60, a small man; gray, thin“) beschrieben wird. Von Anfang an gängelt Mommy ihren Ehemann wie ein Kleinkind, weist ihn zurecht und zwingt ihn dazu, ihrem eigenen Geplapper zuzuhören. Daddy gehorcht ihr brav; hinter seiner demütigen Haltung verbirgt sich indes Resignation.
Mammi winkt dem jungen Mann zu; sodann ruft sie den Musiker (laut Albees Rollenvorgabe nur beschrieben als „of no particular age, but young would be nice“, S. 1) aus dem Hintergrund herbei, der ein nicht genauer festgelegtes Stück zu spielen beginnt. Mommy und Daddy tragen dann nach einem kurzen Abgang Grandma, Mammis Mutter, auf die Bühne, eine „86 Jahre alte, winzig kleine, runzlige bzw. verschrumpelte Frau mit strahlenden Augen“ („86, a tiny, wizened woman with bright eyes“). Den Regieanweisungen zufolge hält Grandma dabei ihre Hände ganz „starr unter ihren Achseln“, ihre Füße sind „hochgezogen und berühren nicht den Boden“ („borne in by her hands under her armpits … quite rigid; her legs are drawn up; her feet do not touch the ground“). Ihr Gesichtsausdruck zeigt „Verwirrung und Furcht“ („the expression on her ancient face is that of puzzlement and fear“). Das Ehepaar lässt Oma ziemlich unsanft in den Sandkasten plumpsen („more or less dump her in“) und unternimmt einen freilich vergeblichen Versuch, ein Gespräch miteinander zu beginnen. Wie Mammi ihrem Ehemann mitteilt, könne er ja mit ihr reden, wenn ihm etwas Neues einfalle. Da Daddy jedoch nichts zu sagen hat, genießt Mommy ihre Macht über ihn und lacht triumphierend („a triumphant laugh“).
Zwischenzeitlich quäkt Grandma ununterbrochen wie ein kleines Kind und schlägt mit der Schaufel gegen den Sandkasten. Nachdem Mammi den Musiker aufgefordert hat, sein Spiel zu beenden, wirft Oma plötzlich eine Schaufel Sand nach ihrer Tochter, woraufhin diese ihre Mutter sofort scharf zurechtweist.
Für die Großmutter gibt es außer wenigen Erinnerungen nichts mehr, das sie mit ihrer Tochter verbindet; sie wendet sich daher direkt an das Publikum („speaks directly to the audience“), um Verständnis für ihre Lage zu gewinnen: „Seien Sie ehrlich. Ist das eine Art, eine alte Frau zu behandeln?“ („Honestly! What a way to treat an old woman“).
Anschließend offenbart die Großmutter dem Publikum einige wesentliche Details ihrer Lebensgeschichte: Nach dem frühen Tod ihres Ehemannes, den sie mit 17 geheiratet habe und der verstorben sei, als sie dreißig war, habe sie ihre Tochter auf ihrer Farm allein großgezogen. Abfällig berichtet sie über ihre Tochter, dass diese anschließend ihren Mann nur aufgrund seines Reichtums geheiratet habe. Später hätten ihre Tochter und deren Mann sie von der Farm in das große Stadthaus geholt, ihr „einen netten Platz unter dem Herd“ zugewiesen („they moved me into the big town house with them … fixed a nice place for me under the stove“) und ihr eine „Armeedecke“ sowie ihre „eigene Schüssel“ gegeben („gave me an army blanket and my own dish … my very own dish“). Da es jedoch nichts gebe, worüber sie sich beklagen könne, wolle sie sich auch nicht beklagen („So, what have I got to complain about? Nothing, of course! I’m not complaining“).
Während sie dem Publikum Autobiografisches preisgibt, unterhält sie sich gleichzeitig kurz mit dem Musiker. Als Grandma schließlich fragt, ob es nicht dunkel werden sollte, gehen die Lichter auf der Bühne aus. Es wird tiefste Nacht („deepest night“) und der Musiker nimmt unaufgefordert sein Spiel wieder auf. Die Figuren auf der Bühne werden nach Albees Anweisungen allerdings mit einem Spotlicht beleuchtet („spotlights on all the players“), einschließlich des jungen Mannes, der die ganze Zeit seine gymnastischen Übungen fortsetzt.
Als Mammi im Bühnenhintergrund ein Gewitterdonnern hört, wendet sie sich im Flüsterton, kaum in der Lage zu sprechen, an ihren Mann: „Du weißt ganz genau, was das bedeutet“. … „Es bedeutet, daß Omas Zeit um ist“ („and you know what that means. …[barely able to speak] … It means the time has come for poor Grandma“).
Im Hintergrund ist ein gewaltiges Donnern zu hören und alle Lichter auf der Bühne außer dem Spotlicht auf den jungen Mann verlöschen. Obwohl auch Großmutter weiß, dass ihre Zeit um ist, erklärt sie zunächst noch, sie sei dazu nicht bereit („I’m not quite ready“), und schaufelt sich weiter mit Sand zu. Dann übernimmt sie allerdings – halb mit Sand bedeckt – der Regieanweisung zufolge die ihr zugedachte Rolle und täuscht ihren Tod vor („Grandma plays dead“).
Die Bühne wird erneut tageslichtartig beleuchtet. Mommy und Daddy trösten sich damit, die vermeintlich Tote sehe „so glücklich“ aus („It’s…it’s hard to be sad…she looks…so happy“) und verlassen kurz danach die Szene. Im Abgang teilt Mommy noch dem Musiker mit, er könne nun sein Spiel beenden und stattdessen auch schwimmen gehen.
Gleichzeitig erinnert sich der junge Mann daran, dass er an dieser Stelle noch einen Satz zu sagen habe („I…I have a line here“). Wie ein Dilettant rezitiert er sodann seine an die Großmutter gerichtete Ansprache: „Ich bin der Todesengel. Ich … ähm … ich bin gekommen, um Euch zu holen“ („I am the Angel of Death. I am …uh…I am come for you“).
Dabei beugt er sich über die alte Frau, küsst ihre Stirn und weckt so ein Lächeln auf ihrem Gesicht. Nun erst stirbt die Großmutter ihren eigenen Tod auf der Bühne. Sterbend erwidert sie noch die Danksagung des jungen Mannes, der nunmehr seine Hände auf ihre gelegt hat. Der Musiker beginnt wieder zu spielen und der Vorhang fällt.

## Interpretationsansatz
Albees Minidrama führt als Vorspiel zu dem ein Jahr später verfassten Einakter The American Dream dessen zentrale Figuren ein. Das Ehepaar bleibt namenlos; die bloße Rollenbezeichnung als Mommy und Daddy bringt zwar zum Ausdruck, dass für die beiden eine Ehe ohne Elternschaft vermutlich nicht vorstellbar ist; ihre Namenlosigkeit deutet jedoch zugleich auf die Leere und „abgestumpfte Senilität“ ihrer Charaktere; die gegenseitige Zuneigung der beiden ist nur künstlich bzw. inhaltslos und sinnentleert. Nach den Aussagen der Großmutter hat Mommy ihren Mann einzig des Geldes wegen geheiratet; sie ist die dominante Person in der Beziehung und nimmt ihren Mann nicht weiter ernst, indem sie ihn wie ein Kleinkind behandelt und entsprechend gängelt.
Die ins Groteske gesteigerte Trivialität bzw. Banalität des Wortwechsels zwischen den Eheleuten spiegelt ebenfalls die Oberflächlichkeit ihrer Empfindungen. Je realistischer oder auch drastischer die Szene sich mitteilt, umso farcenhafter werden die Reaktionen von Mommy und Daddy. Die Absurdität des Dialogs wird ebenso in der Umkehrung der Familienverhältnisse deutlich, als Mommie ihrer Mutter gleichsam wie ein Kind in scharfem Ton befiehlt, sofort damit aufzuhören, sie mit Sand zu bewerfen.
In der Schlussszene des Einakters ist demgegenüber ein „Hauch von Poesie“ zu spüren in der Zuwendung der Greisin zu dem Jungen Mann, der den Todesengel verkörpert. Die gegenseitige Zuneigung der beiden ist aufrichtig; das Spiel endet paradoxerweise kurz vor dem Tod der Großmutter mit einer gleichsam romantischen Liebesszene, in der der Junge Mann und die Großmutter sich ihre zärtlichen Gefühle füreinander ein wenig hilflos eingestehen.
Die in der Schlussszene auf diese Weise angedeutete Poesie steht zugleich in scharfem Kontrast zu dem die Elternliebe nur heuchelnden Ehepaar. Wie in den beiden vorangegangenen Einaktern von Albee ist auch in diesem Stück der Tod als „der große Bewußtmacher“ bestimmend für das Ende. Mommy und Daddy sind lediglich sprechende Puppen bzw. Attrappen ihrer selbst; zudem bleibt am Ende keine Person zurück, die sich ihrer selbst bewusst werden könnte. Damit richtet sich Albee an das im Stück mehrfach in vertraulichem Ton direkt angesprochene Publikum. Nach seiner Intention müssen die Zuschauer selbst die Aufgabe einer „sich wandelnden, zum Selbstbewußtsein findenden Gestalt“ übernehmen.
Darüber hinaus bringt dieser Einakter Albees sozial- und zeitkritische Einstellung zum Ausdruck, die das faktische Geschehen in der gegenwärtigen [amerikanischen] Gesellschaft als Absurdität entlarvt: Die Alten werden wie Grandma abgeschoben, sobald sie nicht mehr leistungsfähig sind; wer anscheinend nicht mehr „stark“ ist, soll auch nicht mehr am Leben bleiben.

## Entstehung und Wirkung
Während der Collegezeit und der anschließenden elfjährigen Suche nach seinem eigenen literarischen und künstlerischen Weg widmete sich Albee zunächst mehr der Lyrik und der Prosa als dem Drama. Seine Gedichte und Romanentwürfe stellten ihn als Autor allerdings nicht zufrieden. Als Thornton Wilder ihm den freundschaftlich-väterlichen Rat gab, es doch einmal mit dem Schreiben von Theaterstücken zu versuchen, wandte Albee sich nach diesem Gespräch mit Wilder dem Schreiben und dem Entwurf von Bühnenwerken zu, anfangs in Form von mehreren Einaktern bzw. Kurzspielen.
Dabei übernahm er sowohl in dem Dramolett The Sandbox als auch in dem darauf bezogenen nachfolgenden Einakter The American Dream wesentliche dramaturgische Effekte, die Wilder in seinen Schauspielen zwar nicht erfunden, aber eindringlich vorgeführt hatte: insbesondere das Vermischen von Spiel und Wirklichkeit ebenso wie die direkte Publikumsansprache, um durch eine solche Technik der Desillusionierung der Realität möglichst nahe zu kommen.
Offensichtlich nutzte Albee die Wildersche Dramaturgie allerdings nur als Anregung zum Experimentieren; während Grandma in The Sandbox noch deutlich betont im wörtlichen Sinne „aus der Rolle fällt“, reduziert Albee ein knappes Jahr später in The American Dream diese Technik auf ein Mindestmaß; hier kommt Grandmas Kontaktaufnahme mit dem Publikum eher einem Beiseitesprechen gleich.
Bei der amerikanischen Erstaufführung im Mai 1960 folgte die New Yorker Jazz Gallery allerdings nicht dem Vorschlag des Autors, das Stück nur als Vorspiel zu The American Dream auf die Bühne zu bringen. Auch bei der amerikanischen Uraufführung von The American Dream hielt sich das York Playhouse in New York nicht an diese Vorgabe Albees; erst bei den nachfolgenden Inszenierungen in den USA wurde Albees ursprünglicher Plan realisiert.
Nach der Premiere im Mai 1960 wurde das Stück in verschiedenen Rezensionen in der New Yorker Presse anfangs überwiegend kritisch aufgenommen und zumeist verrissen, da es sowohl „nihilistisch“ als auch „unmoralisch“ („nihilistic and immoral“) sei. Ein erzürnter Kritiker ließ zudem verlauten, er weigere sich, das nächste Werk Albees überhaupt noch zu rezensieren.
Albee selbst sprach demgegenüber von The Sandbox als seinem „Lieblingsstück“ („favourite play“). The Sandbox sei ein „perfektes Schauspiel“ und „ein verdammt gutes Stück“ („a perfect play … a damn good play“); selbstironisch fügte er hinzu, dieses Werk sei glücklicherweise zu kurz, als dass er darin irgendwelche Fehler habe machen können („Fortunately it’s short enough so that I can’t make any mistakes in it“). Ebenso betonte Albee im Herbst 1966 in einem Interview in der Paris Review, dass er The Sandbox besonders möge. Es sei ein absolut schönes, hinreißendes und perfektes Stück („I’m terribly fond of The Sandbox. I think it’s an absolutely beautiful, lovely, perfect play.“).
Die deutsche Erstaufführung im Büchner-Theater in München im Mai 1966 wurde kaum beachtet und in einer Rezension der Süddeutschen Zeitung als dilettantische Inszenierung kritisiert; aus Albees Einakter, der ein „alptraumhaft frustriertes Amerikatum“ zeige, sei in der deutschen Uraufführung „ein fröhlicher Turnerspaß“ geworden.
In Deutschland führte das Stück danach über lange Zeit eher ein Schattendasein, wurde jedoch mehrmals von amerikanischen Laienensembles vor allem in Amerikahäusern aufgeführt.

## Sekundärliteratur
- Helmut M. Braem: Der Sandkasten. In: Helmut M. Braem: Edward Albee, Friedrichs Dramatiker des Welttheaters, Band 63, Friedrich Verlag, Velber 1968, ohne ISBN, S. 60–63.
- Ronald Hayman: The Sandbox and The American Dream. In: Ronald Hayman: Contemporary Playwrights – Edward Albee. Heinemann Verlag, London 1971, ISBN 0-435-18409-1, S. 20–29.